# Didi (futebolista)
Waldir Pereira, mais conhecido como Didi (Campos dos Goytacazes, 8 de outubro de 1928 — Rio de Janeiro, 12 de maio de 2001), foi um futebolista brasileiro que atuava como meia. Defendeu a Seleção Brasileira em três Copas do Mundo (1954, 1958 e 1962), sendo campeão das duas últimas.
Eleito o melhor jogador da Copa de 1958 pela FIFA e selecionado para a seleção do Mundial de 1962, passou a ser chamado de "Mr. Football" ("Senhor Futebol") pela imprensa europeia. Um dos melhores e mais elegantes meio-campistas da história, Didi era especialista em bolas paradas, sendo a ele creditado a invenção do chute folha seca, que dá um efeito repentino de descaída inesperada na bola.
Considerado o sétimo maior jogador brasileiro do século XX com base em votos de jornalistas esportivos do Brasil e de outros países da América do Sul, ele é um dos maiores ídolos da história dos rivais cariocas Botafogo e Fluminense.

## Carreira

### Como jogador
"O Principe Etíope" era seu apelido, dado por Nelson Rodrigues (ilustre dramaturgo e torcedor fanático do Fluminense Football Club). Com classe e categoria, foi um dos maiores médios volantes de todos os tempos, um dos líderes do Fluminense entre o final da década de 1940 a meados da década de 1950 e também do Botafogo, após isso, além de possuir o mérito de ter criado a "folha seca". Esta técnica consistia em bater na bola, com o lado externo do pé, de modo faze-la girar sobre si mesma e modificar sua trajetória. Ela tem esse nome pois esse estilo de cobrar falta que dava à bola um efeito inesperado, semelhante ao de uma folha caindo. O lance ficou famoso quando Didi marcou um gol de falta nesse estilo contra a Seleção do Peru, nas eliminatórias para a Copa do Mundo de 1958.

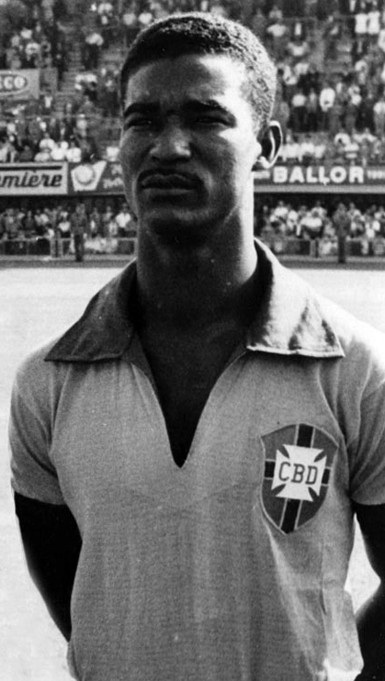
Didi defendendo a Seleção Brasileira

No Fluminense, Didi jogou entre 1949 e 1956, clube pelo qual jogou mais tempo sem interrupções, tendo realizado 298 partidas e feito 91 gols, sendo um dos grandes responsáveis pela conquista do Campeonato Carioca de 1951 e da Copa Rio de 1952. Além disso, é o responsável pelo primeiro gol da história do Maracanã pela Seleção Carioca em 1950, defendendo o seu clube do coração, e de ter liderado a Seleção Brasileira na conquista do Campeonato Pan-Americano de Futebol, disputado no Chile, na primeira conquista relevante da Seleção Brasileira no exterior, tendo jogado ao lado de Castilho, Waldo, Telê Santana, Orlando Pingo de Ouro, Altair e Pinheiro, entre outros.
Foi campeão mundial, já atuando pelo Botafogo de Futebol e Regatas, clube pelo qual também acabou se apaixonando. No alvinegro, era o maestro de um grande elenco. Jogou ao lado de Garrincha, Nílton Santos, Zagallo, Quarentinha, Gérson, Manga e Amarildo. O Botafogo foi o clube pelo qual Didi mais disputou partidas: fez 313 jogos e marcando 114 gols. Foi campeão carioca pelo clube em 1957, 1961 e 1962 e também venceu o Torneio Rio-São Paulo de 1962, mesmo ano em que venceu o Pentagonal do México e, no ano de 1963, o Torneio de Paris.
Chegou a jogar no famoso time do Real Madrid, ao lado do craque argentino Alfredo Di Stéfano e do húngaro Ferenc Puskás, mas teria sofrido um boicote na equipe, segundo se comenta, que teria partido de Di Stéfano. Outra versão indica que problemas pessoais ou com o frio o teriam atrapalhado.

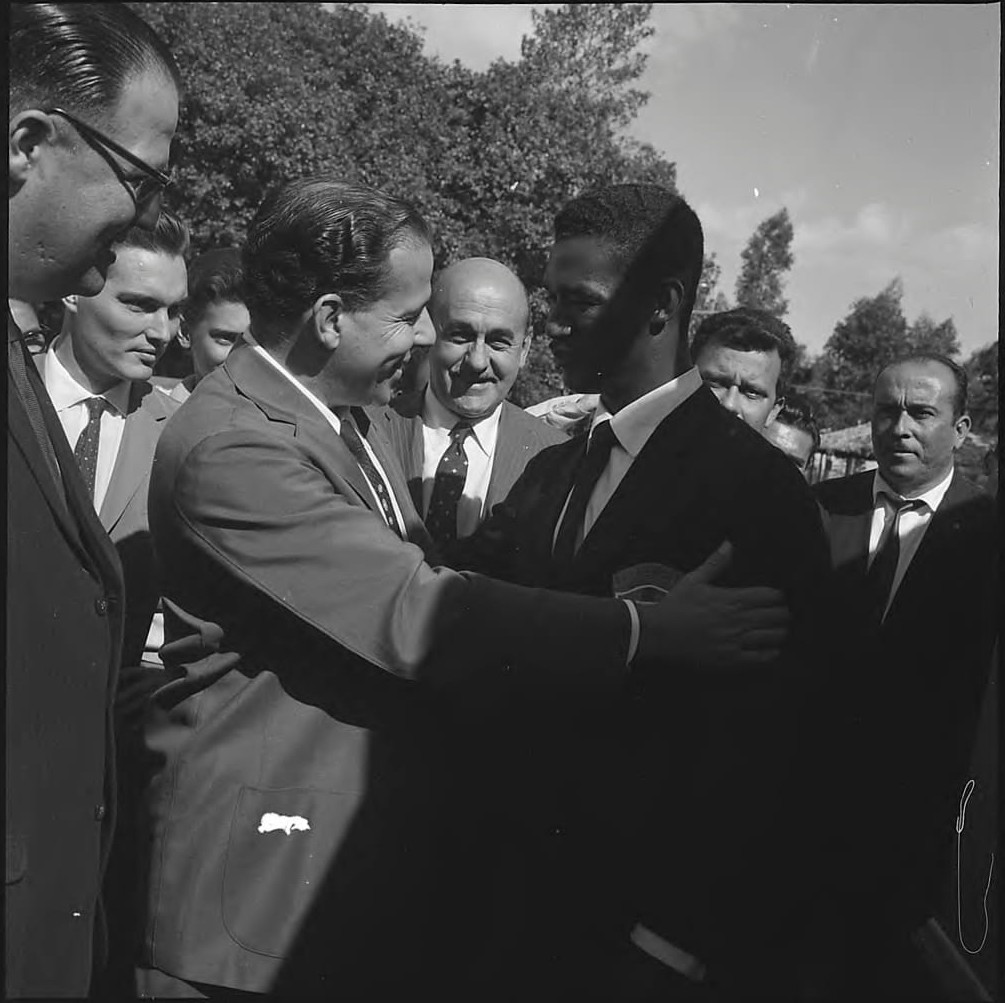
Didi e Jango, se cumprimentam após a conquista da copa de 1962

Em 1966 foi para o São Paulo, que apostava num veterano para tentar repetir o sucesso da contratação de Zizinho no Campeonato Paulista de 1957. Porém Didi disputou apenas quatro jogos, sendo uma vitória num amistoso e três derrotas pelo Campeonato Paulista. Sendo assim, Didi começou a pensar na aposentadoria.
Pela Seleção Brasileira, disputou as Copas do Mundo de 1954, 1958 e 1962, fazendo 20 gols e 13 assistências em 68 partidas oficiais.

### Como treinador
Na Copa do Mundo de 1970 foi o técnico da Seleção do Peru (classificando o país para a sua primeira Copa desde a de 1930) na derrota para a Seleção Brasileira por 4 a 2.
Didi também foi um dos técnicos do Fluminense, na fase que o time tricolor era conhecido como A Máquina Tricolor (1975/1976), pela qualidade excepcional de seus jogadores.
No começo de 1981, Didi chegou a ser o técnico do Botafogo, mas foi substituído durante o ano. 

### Morte
Didi morreu em decorrência de complicações provocadas por câncer, no Hospital Universitário Pedro Ernesto, em Vila Isabel, na Zona Norte, a centenas de metros do Maracanã.
O ex-jogador foi internado em 25 de abril de 2001, com dores na barriga, sem saber que estava com câncer. Foi submetido a uma cirurgia de emergência três dias depois, devido a um quadro de obstrução intestinal, retirando parte da vesícula e do intestino.
Em estágio avançado, a doença comprometia o fígado, diafragma e colo. Não se recuperou mais. Sendo sedado, só respirava com a ajuda de aparelhos.
O velório ocorreu numa tarde, na sede do Botafogo, em General Severiano (Zona Sul). O enterro foi de manhã no cemitério São João Batista. A Confederação Brasileira de Futebol ficou de arcar com os custos.
Embora não fosse rico, Didi levava uma vida mais confortável do que muitos ex-jogadores. Morava com a mulher, Guiomar, na Ilha do Governador (Zona Norte).
"O sonho dele era ensinar algum garoto a fazer a 'folha seca'. Didi reclamava que não via mais ninguém fazer isso", disse, no hospital, o presidente da Agap (Associação de Garantia ao Atleta Profissional), Nilo Chaves de Oliveira.
"Era um cara legal, foi muito amigo do meu pai", disse no hospital Maria Cecília dos Santos Cardoso, filha do ex-ponta-direita Garrincha, bicampeão com Didi pelo Brasil e companheiro de Didi no Botafogo.

## Títulos

### Como jogador
Americano
- Campeonato Campista: 1946 e 1947

Fluminense
- Copa Rio Internacional: 1952
- Campeonato Carioca: 1951
- Torneio Início do Rio de Janeiro: 1954 e 1956

Botafogo
- Torneio Início do Rio de Janeiro: 1961 e 1962
- Torneio Rio-São Paulo[14]: 1962
- Campeonato Carioca[15]: 1957, 1961 e 1962

Real Madrid
- Copa Intercontinental: 1960
- Liga dos Campeões da UEFA: 1958-59 e 1959-60
- Campeonato Espanhol: 1960-61

Seleção Brasileira
- Copa do Mundo FIFA: 1958 e 1962
- Campeonato Pan-Americano: 1952 e 1956
- Superclássico das Américas: 1957 e 1960
- Taça Bernardo O'Higgins: 1955, 1959 e 1961
- Taça do Atlântico: 1956 e 1960
- Taça Oswaldo Cruz: 1955, 1956, 1958, 1961 e 1962

Seleção Carioca
- Campeonato Brasileiro de Seleções Estaduais: 1950

### Outras conquistas
Fluminense
- Taça Disciplina: 1956
- Taça Eficiência: 1951, 1952, 1953
- Torneio José de Paula Júnior: 1952

Botafogo
- Taça Cidade de Córdoba: 1956
- Taça dos Campeões Estaduais Rio-São Paulo: 1961

- Torneio João Teixeira de Carvalho: 1958
- Taça Eficiência: 1960, 1961, 1962
- Taça Líder: 1962
- Torneio de Paris: 1963
- Torneio Governador Magalhães Pinto: 1964
- Torneio Íbero-Americano: 1964
- Torneio Internacional da Cidade do México: 1962
- Torneio Internacional da Colômbia: 1960
- Torneio Jubileu de Ouro da Associação de Futebol de La Paz: 1964
- Torneio Quadrangular do Suriname: 1964
- Torneio Triangular da Costa Rica: 1961

Real Madrid
- Copa Duward: 1960-61
- Troféu Ramón de Carranza: 1959, 1960

Didi junto a torcida.

### Como treinador
Sporting Cristal
- Campeonato Peruano: 1968

Fenerbahçe
- Campeonato Turco: 1973-74, 1974-75
- Copa da Turquia: 1973-74
- Copa do Primeiro-Ministro: 1972-73
- Copa TSYD: 1973-74
- Supercopa da Turquia: 1973, 1975

Fluminense
- Campeonato Carioca: 1975, 1976
- Taça Guanabara: 1975
- Taça Amadeu Rodrigues Sequeira: 1976
- Taça Eficiência: 1976
- Torneio de Paris: 1976
- Torneio Viña del Mar: 1976

Cruzeiro
- Campeonato Mineiro: 1977
- Taça Minas Gerais: 1982
- Troféu Cidade de Santander: 1982
- Troféu Cidade de Valladolid: 1982
- Troféu Cidade de Zaragoza: 1982
- Troféu Triangular de Caracas: 1977

Al-Ahli
- Campeonato Saudita: 1977-78
- Copa do Rei: 1977-78, 1978-79

Fortaleza
- Campeonato Cearense: 1985

São Paulo
- Campeonato Brasileiro: 1986
- Taça Centro Esportivo de Ceres: 1986
- Torneio Quadrangular Governador José Moraes: 1986

Atlético Mineiro
- Troféu Ramón de Carranza: 1990

## Prêmios individuais
- Prêmio Belfort Duarte: 1955[16]
- Bola de Ouro da Copa do Mundo FIFA: 1958
- All-Star Team - Craque do time das estrelas da Copa do Mundo FIFA: 1958
- All-Star Team - Craque do time das estrelas da Copa do Mundo FIFA: 1962
- Hall da Fama da FIFA: 1999[17]
- 7º Maior jogador Brasileiro do século XX pela IFFHS: 1999
- 18º Maior jogador Sul-americano do século XX pela IFFHS: 1999
- 19º Maior jogador do Mundo no século XX pela IFFHS: 1999
- 100 Craques do Século - World Soccer: 1999
- 25º Maior Jogador do século XX pelo Grande Júri FIFA: 2000
- Bola de Ouro Dream Team: Melhor Meio-campistas defensivo da História - terceiro esquadrão
- Seleção de Futebol da América do Sul do Século XX (IFFHS): 2000[18]
- Time do século do Botafogo: 2004[19]
- Time dos sonhos do Botafogo (Placar): 1982, 1994 e 2006[20]
- Lendas do Botafogo (FIFA): 2008[21]
- 4° Maior ídolo da História do Botafogo (O Globo): 2020[22]
- Seleção de Todos os Tempos do Brasil (IFFHS): 2021[23]
- 16° Maior artilheiro do Botafogo: 114 gols
- 20° Maior Artilheiro da Seleção Brasileira: 21 gols[24]
- 6° Maior Artilheiro da Copa América: 11 gols[25]
- 16° Maior Artilheiro do Campeonato Carioca: 118 gols[26]